# Palicourea ianthina
Palicourea ianthina är en måreväxtart som beskrevs av Charlotte M. Taylor. Palicourea ianthina ingår i släktet Palicourea och familjen måreväxter.
Artens utbredningsområde är Panamá. Inga underarter finns listade i Catalogue of Life.